# Odoardo Giansanti
(Odoardo Giansanti, Abbasso i critici: poesia moderna, 1895)
Odoardo Giansanti, detto Pasqualón (Pesaro, 18 settembre 1852 – Pesaro, 21 settembre 1932), è stato un poeta italiano.
Quasi cieco, sciancato, con una tuba nera in testa e una lunga palandrana, ricco solo del proprio umorismo, con voce tonante declamava versi dialettali per le strade di Pesaro.
Pasqualón, divenuto il cantore del popolo pesarese, veniva da tutti accolto con simpatia, e viveva di quel poco che gli donavano. La gente lo ascoltava con rispetto, forse anche per la sua figura e la voce corposa che si imponevano all'ascolto dei passanti.

## Biografia
Nasce proprio durante l'occupazione degli austriaci che avevano restaurato nelle Marche lo Stato Pontificio. Il padre Francesco era di Zagarolo e nel 1847 si trasferisce a Pesaro dove sposa Maria Berardi da Cartoceto, una vedova senza figli. Odoardo nasce terzo di cinque figli e sarà il solo a sopravvivere.
La prematura morte della madre nel 1862 vede Odoardo, a soli dieci anni, in grande difficoltà e ben presto resterà privo di qualunque sostegno. Il padre infatti si risposerà tre mesi più tardi con Anna Maria Pergolini, e ben presto Odoardo sarà abbandonato da entrambi.

### Solitudine
Rimasto senza famiglia, senza lavoro né sostegno, parte per Roma in cerca del padre, ma senza riuscire a farsi accogliere in seno alla nuova famiglia. Nella grande città vive di piccoli lavori ed espedienti ma soffre la fame; per un breve periodo si fa frate per riconoscenza ai religiosi che lo salvano dalla morte. Finisce anche in carcere per vagabondaggio; nel marzo del 1878 viene rispedito a Pesaro dalle forze dell'ordine con un foglio di via.
Nel 1880 ormai cieco, disperato, in preda alla depressione, trascorre qualche tempo in manicomio, dove si innamora della poesia dialettale. In quel periodo compone una grande quantità di versi, che riscuotono un notevole successo di pubblico.

### La salvezza nei versi
Quando esce dal manicomio, cieco e zoppo, inizia una nuova vita per le strade della sua città, dove declama i suoi componimenti nelle piazze e nelle vie del centro.
Le sue poesie raccontano la vita quotidiana del tempo e i rapidi mutamenti della società di inizio secolo. Poesie destinate alla recitazione per il pubblico agli angoli delle strade, nelle fiere, nelle taverne del paese. È la voce del banditore, del narratore, delle persone che ridono e ascoltano attonite. Le ricorderà tutte a memoria fino alla fine dei suoi giorni.
Nel marzo 1887 viene pubblicato a Pesaro il primo volume delle Pasqualoneidi. La sua fortuna poetica culmina col primo premio al concorso di poesia dialettale all'Esposizione Regionale di Macerata del 1905.
Ma la felicità del componimento non trova corrispondenza in quella materiale. Resterà solo e povero sino alla fine dei suoi giorni, e dipenderà sempre dall'elemosina che la gente gli elargirà di buon grado per le strade della città.